# Джон-Чилик
Джон-Чилик — деревня в Русско-Полянском районе Омской области России. Входит в состав Калининского сельского поселения.

## История
В соответствии с Законом Омской области от 30 июля 2004 года № 548-ОЗ «О границах и статусе муниципальных образований Омской области» деревня вошла в состав образованного муниципального образования «Калининское сельское поселение».

## География
Деревня находится юго-восточной части Омской области, в степной зоне, в пределах Ишимской равнины, вблизи государственной границы с Казахстаном (Уалихановский район, Северо-Казахстанская область).

## Население
| 2010 |
| ---- |
| 0    |

Национальный состав
Согласно результатам переписи 2002 года, в национальной структуре населения русские составляли 73 %, украинцы	27 % от общей численности населения в 15 чел..

## Инфраструктура
Было развито сельское хозяйство.

## Транспорт
Просёлочные дороги.